# Leonardo Daniel Ponzio
Leonardo Daniel Ponzio és un futbolista argentí, nascut a Las Rosas el 29 de gener de 1982. Ocupa la posició de migcampista.

## Trajectòria
Comença a destacar al Newell's Old Boys. El 2003 dona el salt a Europa i recala al Reial Saragossa, de la competició espanyola. Eixe any hi guanyaria la Copa del Rei.
El gener del 2007 retorna al seu país per jugar amb el River Plate, amb qui obté el Clausura del 2008. A l'any següent, retorna al club aragonès tot aprofitant l'ascens del Zaragoza a la màxima categoria.

## Internacional
Ha estat internacional amb l'Argentina en 7 ocasions.